# Itaquaquecetuba
23°29′11″N 46°20′55″T / 23,48639°N 46,34861°T

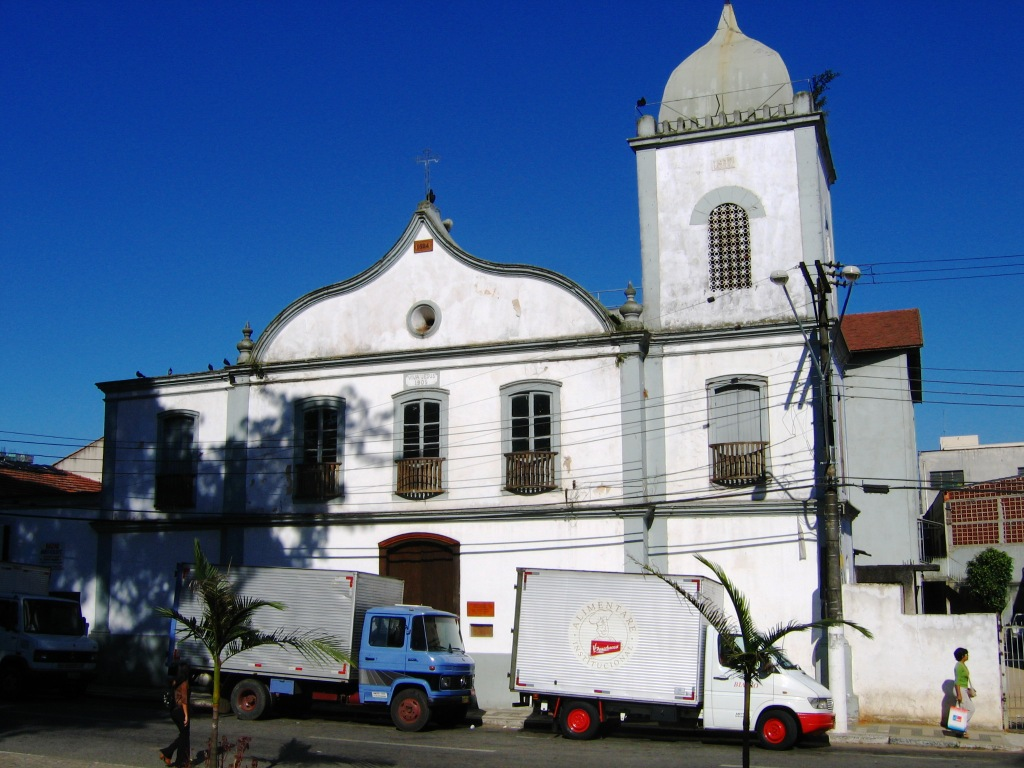
Nhà thờ Itaquaquecetuba.

Vị trí của Itaquaquecetuba ở bang São Paulo.

Itaquaquecetuba (được biết nhiều hơn với tên Itaquá) là một đô thị ở bang São Paulo của Brasil. Năm 2006, dân số đô thị này ước tính khoảng 352.755 người, mật độ dân số là 4.313,46/km² và diện tích là 82 km². Thành phố này nằm ở độ cao 790 m, cách São Paulo 33 km. Tên gọi thành phố này có nguồn gốc từ tiếng Tupi. Theo thống kê dân số năm 2000, thành phố này có 90,81% dân biết đọc biết viết, chỉ số phát triển con người là 0,744.
Thành phố này được kết nối với tuyến đường CPTM (Companhia Paulista de Trens Metropolitanos) số 12.

## Các đô thị giáp ranh
|                           | Bắc: Arujá                  |                       |
| Tây: Guarulhos, São Paulo | Itaquaquecetuba             | Đông: Mogi das Cruzes |
|                           | Nam: Suzano, Poá, São Paulo |                       |